# Naturschutzgebiet Hemmeker Bruch

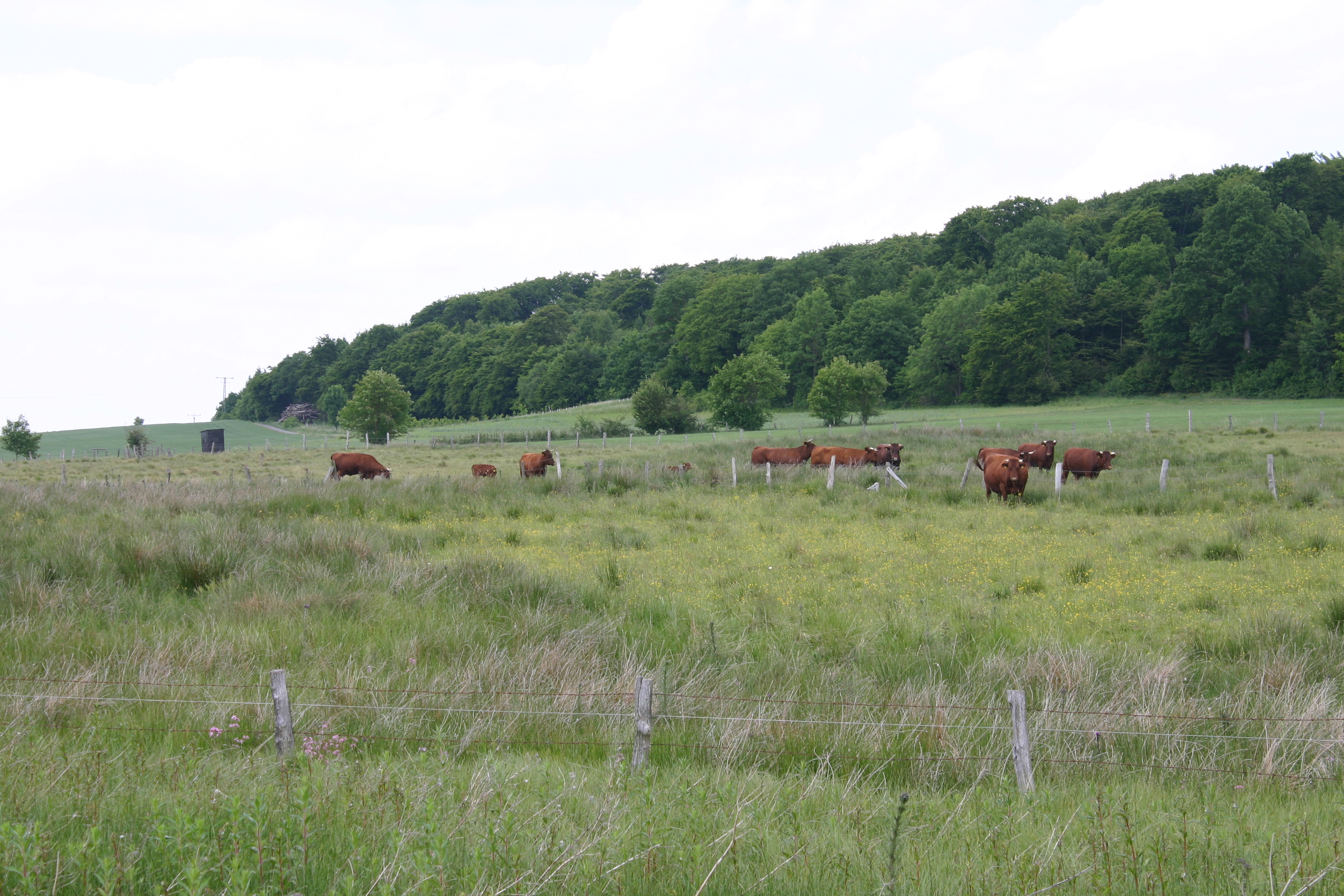
Rotes Hohen Vieh im NSG Hemmeker Bruch

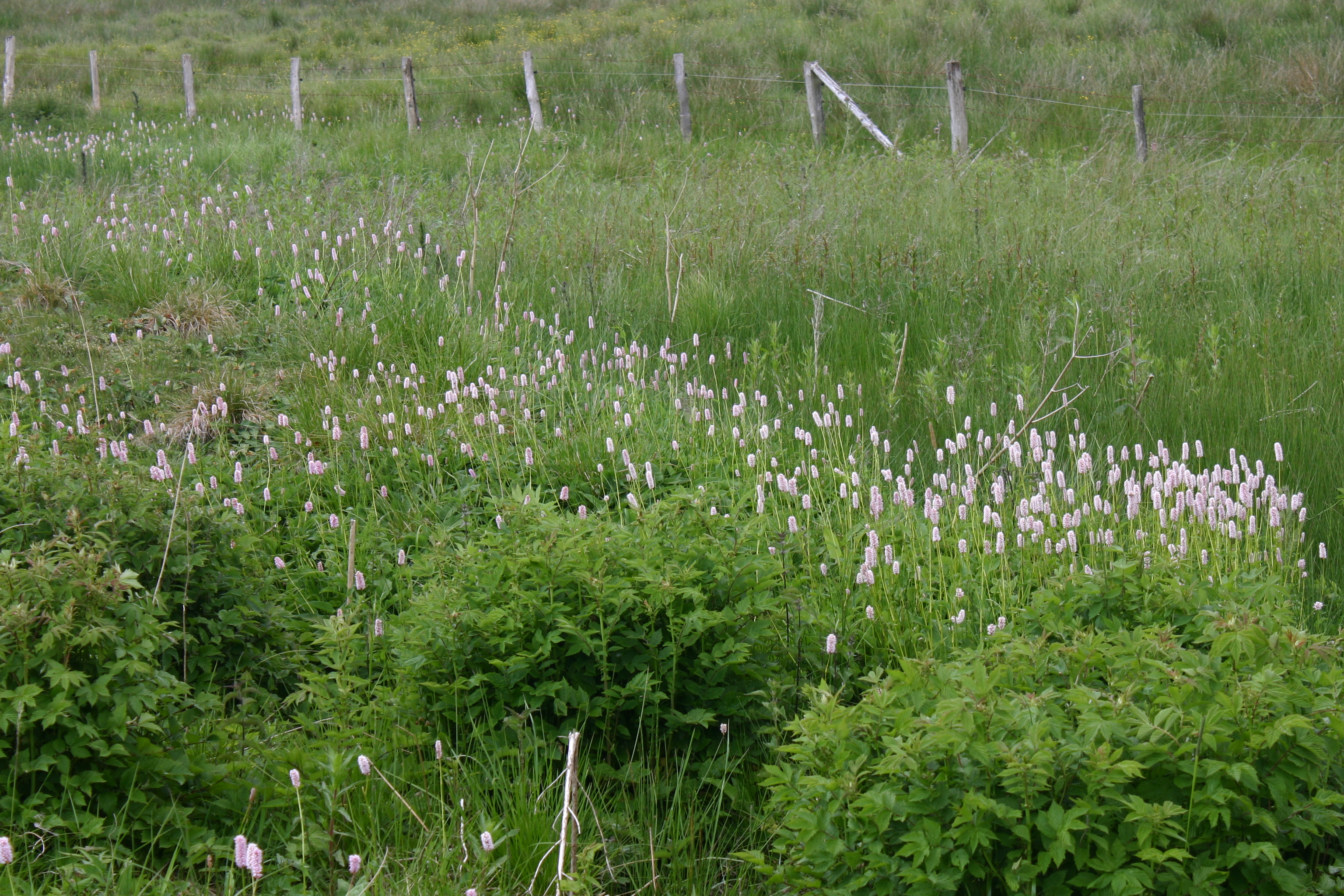
Schlangenknöterich im NSG Hemmeker Bruch

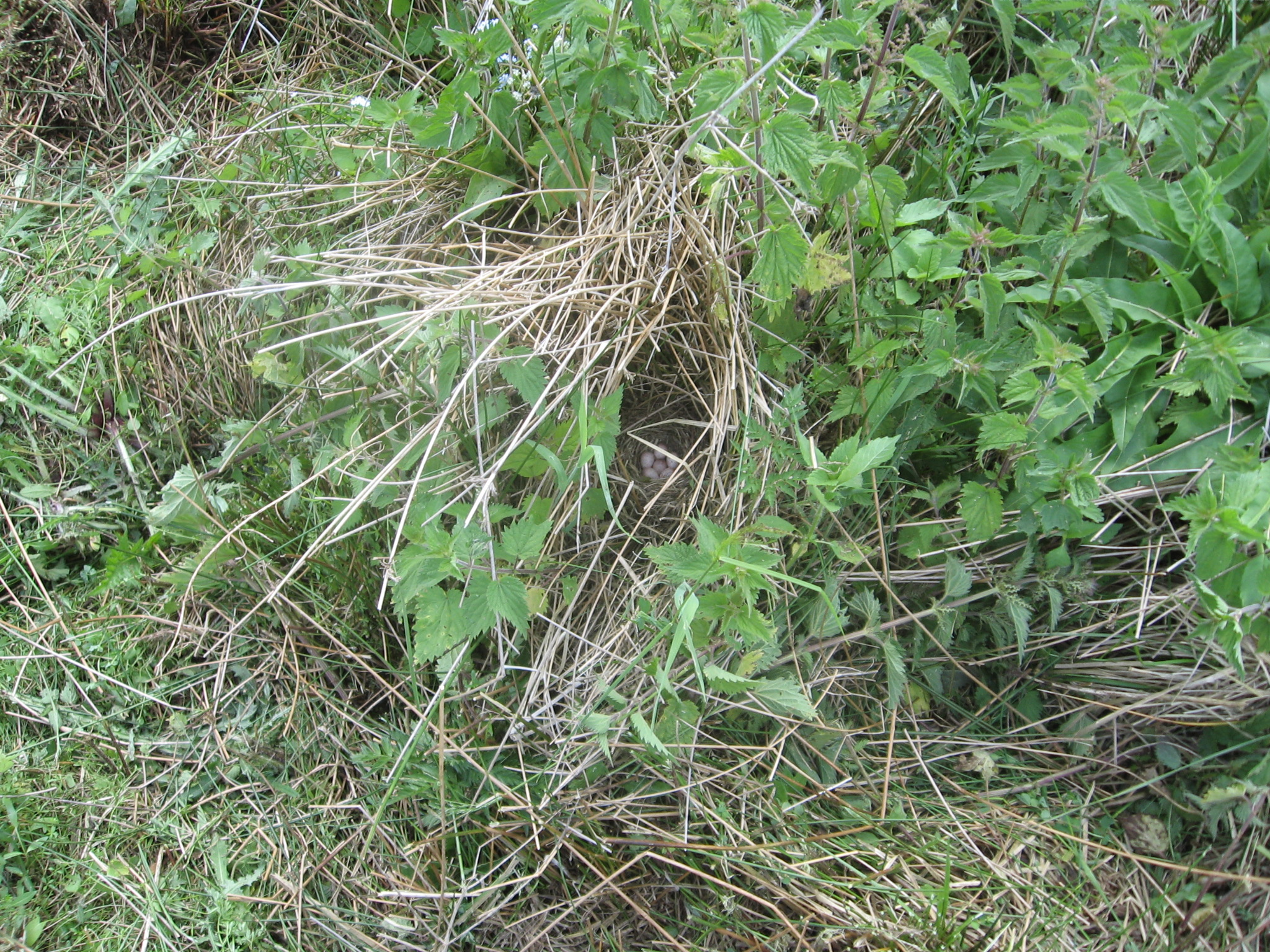
Wiesenpieper-Nest im Hemmeker Bruch

Das Naturschutzgebiet Hemmeker Bruch mit einer Größe von 16,6 ha liegt nördlich von Madfeld im Stadtgebiet von Brilon. Das Gebiet wurde 2001 mit dem Landschaftsplan Hoppecketal durch den Hochsauerlandkreis als Naturschutzgebiet (NSG) ausgewiesen. Im Nordwesten, Westen und Südwesten grenzt das Landschaftsschutzgebiet Fauler Bruch / Hemmeker Bruch mit weiteren Grünlandbereichen an. Das NSG gehört seit 2023 zum Vogelschutzgebiet Diemel- und Hoppecketal mit angrenzenden Wäldern.

## Gebietsbeschreibung
Beim NSG handelt es sich um einen Grünlandbereich. Im Hemmeker Bruch entspringt ein Siepen, welches dann durch Landschaftsschutzgebiet Fauler Bruch / Hemmeker Bruch fließt um in einem Schwalgloch im Naturschutzgebiet Schwelge / Wolfsknapp zu verschwinden. Im NSG kommen seltene Tier- und Pflanzenarten vor. Es brüten in NSG u. a. Neuntöter, Wiesenpieper und Rohrammer.
Es wurden durch das Landesamt für Natur, Umwelt und Verbraucherschutz Nordrhein-Westfalen Pflanzenarten wie Acker-Kratzdistel, Bachbunge, Echtes Mädesüß, Flatter-Binse, Flutender Schwaden, Gewöhnlicher Hohlzahn, Kletten-Labkraut, Knick-Fuchsschwanzgras, Rasen-Schmiele, Schlangen-Knöterich, Schnabel-Segge, Spitzblütige Binse, Sumpf-Helmkraut, Sumpf-Kratzdistel, Sumpf-Schafgarbe, Sumpf-Vergissmeinnicht, Ufer-Wolfstrapp, Wasserminze, Weiches Honiggras, Wiesen-Knäuelgras und Wolliges Honiggras nachgewiesen.

## Schutzzweck
Das NSG soll das Grünland mit seinem Arteninventar schützen. Wie bei allen Naturschutzgebieten in Deutschland wurde in der Schutzausweisung darauf hingewiesen, dass das Gebiet „wegen der Seltenheit, besonderen Eigenart und Schönheit des Gebietes“ zum Naturschutzgebiet wurde.
Der Landschaftsplan führt zum speziellen Schutzzweck auf: „Erhaltung gefährdeter Grünlandgesellschaften und des darauf angewiesenen tierischen und pflanzlichen Arteninventars; Weiterführung der in der Vergangenheit bereits eingeleiteten Pflege- und Entwicklungsmaßnahmen zur Optimierung des Gebietes als Lebensraum gefährdeter Arten sowie Ausdehnung dieser Maßnahmen auf zwei nördlich und westlich einbezogene Erweiterungsflächen; Erhaltung des sichtbaren Zusammenhangs zwischen Quellgebiet und Schwalgloch unter erdgeschichtlichen und landeskundlichen Gesichtspunkten.“

## Naturschutzmaßnahmen
Die Fläche des Naturschutzgebietes wurde durch das Land NRW angekauft. Das NSG wird zum Großteil durch den Verein für Natur- und Vogelschutz im Hochsauerlandkreis (VNV) mit Rotem Höhenvieh beweidet. 2024 erfolgte der Bau eines wolfsabweisenden Zauns auf der einer von einem Landwirt mit Rindern beweideten Fläche. Die Zauntrasse stellte vorher der Landschaftspflegetrupp der Biologischen Station Hochsauerlandkreis frei.